# Comando de Aeródromo A (o) 14/XII
El Comando de Aeródromo A (o) 14/XII (Flieger-Horst-Kommandantur A (o) 14/XII) fue una unidad de la Luftwaffe durante la Segunda Guerra Mundial.

## Historia
Fue formado el 1 de abril de 1944 en Bayreuth-Bindlach, a partir del Comando de Defensa de Aeródromo A 8/XIII. El 15 de junio de 1944 es renombrado como Comando de Aeródromo A (o) 30/VII.

## Comandantes
- Mayor Rudolf Stockert – (1 de abril de 1944 – 15 de junio de 1944)

## Servicios
- abril de 1944 – junio de 1944: en Bayreuth-Bindlach bajo el Comando de Base Aérea 11/XII.

## Orden de Batalla

### Unidades adheridas
- Comando de Pista de Aterrizaje Vilseck
- Comando de Pista de Aterrizaje Windischenlaibach